# Jennifer Ellison
Jennifer Ellison (Londres, Inglaterra, 30 de mayo de 1983) es una actriz, modelo, personalidad de televisión, bailarina y cantante británica. 
Ellison es quizás mayormente conocida por interpretar a Emily Shadwick en la serie Brookside hasta 2003 y a Meg Giry en la versión de 2004 de El fantasma de la ópera. Es la exnovia de Steven Gerrard, futbolista del Liverpool e Inglaterra. Actuó en 2008 en  The Cottage.  
Contrajo matrimonio con Robbie Tickie en 2009.